# Henri de Mondeville
Henri de Mondeville, né à Mondeville (Calvados) ou à Émondeville (Manche) en 1260 et mort en 1320, est un médecin français, chirurgien des rois de France Philippe le Bel et Louis le Hutin. Il est le premier écrivain français en chirurgie.

## Biographie
Maitre Henri, dit de Mondeville, nait vers 1260, en Normandie, à Mondeville près de Caen, ou à Emondeville près de Valognes. Il aurait fait ses études à Montpellier et à Paris auprès de Lanfranc de Milan et de Jean Pitard, avant d'aller à Bologne auprès de Théodoric Borgognoni et de Guillaume de Salicet.
Il revient à l'université de médecine de Montpellier pour enseigner l'anatomie et la chirurgie, jusqu'en 1304, où il a comme élève Guy de Chauliac. Cet enseignement ne l'empêche pas de voyager : à Bologne où il a pour élève Mondino de' Liuzzi, à Paris où il intervient, dès 1301, comme l'un des quatre chirurgiens de Philippe le Bel.  En tant que tel, il participera aux campagnes militaires du roi de France.
Vers 1305, il se fixe définitivement à Paris pour se consacrer au service royal (Philippe le Bel, puis Louis le Hutin) et, à partir de 1312, à la rédaction de sa Chirurgie qui commence à paraitre vers 1314 et qui reste inachevée à sa mort, après 1322,.
Chirurgien érudit, qui cite ses sources, avec des références minutieuses (chapitre, paragraphe), Henri de Mondeville insiste tout particulièrement sur l’importance de l’anatomie. Il est amené, deux cent cinquante ans avant Ambroise Paré, à proposer des traitements pour les blessures survenues sur les champs de bataille. Avec Pitard, il est l'un des premiers à introduire les idées de Théodoric en France : la suppuration des plaies n'est pas un processus de guérison, mais une complication. Cette suppuration est évitable par lavage, assèchement et suture. Ce qui lui vaut l'hostilité de nombreux médecins fidèles à la doctrine humorale, selon laquelle la suppuration est une évacuation nécessaire d'humeurs mauvaises.

## Œuvres

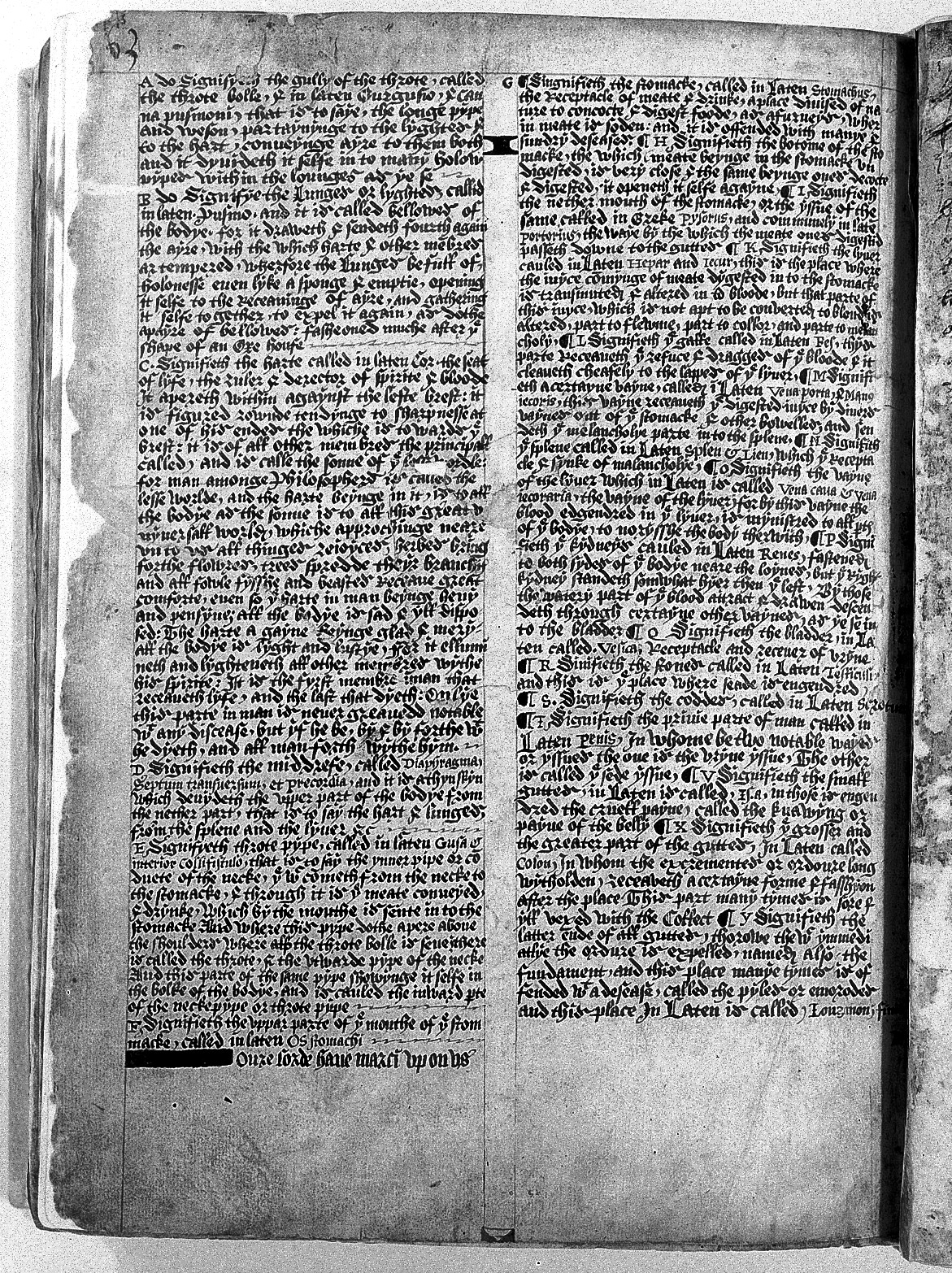
Page de la Chirurgie d'Henri Mondeville,. La Chirurgie de Mondeville est précédée par une œuvre d'anatomie basée sur Mondeville et Lanfranc de Milan, traduction anonyme et incomplète en anglais.

Écrites en latin, elles furent aussitôt traduites en français vulgaire, dès leurs premières parutions (manuscrit en français vers 1314). On connait 19 manuscrits, dont une traduction en anglais (1392), et deux autres, en néerlandais et en provençal.
- Chirurgie de maître Henri de Mondeville, chirurgien de Philippe le Bel, roi de France, composée de 1306 à 1320, traduction française avec des notes, une introduction et une biographie par E. Nicaise, avec la collaboration du Dr Saint-Lager et de F. Chavannes, Paris, Alcan, 1893 (français et orthographe modernes).

- La Chirurgie de maître Henri de Mondeville, trad. du Dr A. Bos d'après le manuscrit de la Bibliothèque nationale, Paris, Firmin-Didot, 2 volumes, 1897–1898 — En ligne (Johnson Reprint) : vol. 1 ; vol. 2 (français et orthographe anciens).

Il s'agit d'un cours magistral consacré à la pratique de la chirurgie. L'introduction porte sur « l'algorisme », c'est-à-dire la notation en chiffres arabes, et le calcul décimal. Le premier traité est consacré à l'anatomie, le second porte sur les plaies (12 chapitres), et les ulcères, fistules et chancres (4 chapitres), suivent 26 « Notables servant d'introduction à toute la chirurgie », portant sur les généralités, la philosophie et l'éthique de la pratique chirurgicale.
Cette partie des 26 Notables intéresse beaucoup les historiens, par le ton personnel, les nombreuses anecdotes, et les commentaires par l'auteur de sa propre expérience pratique, comme autant de précieux témoignages « sur le vif » du milieu médico-chirurgical du XIVe siècle ( à partir de la p. 95 édition Nicaise ou p. 187 en .pdf).
Le cinquième traité, rédigé en avance à la demande des étudiants, est un « antidotaire » (remèdes et formulaires).  Les troisième (pathologie chirurgicale) et quatrième traité (fractures) sont restés inachevés.